# KFC Liedekerke
Pour les articles homonymes, voir Liedekerke (homonymie).
Maillots
Dernière mise à jour : 21 septembre 2011.
Le Koninklijke Football Club Liedekerke était un club belge de football localisé à Liedekerke, une petite commune située à l'Ouest de Bruxelles en Brabant flamand.
Porteur du matricule 3007, le club jouait en Jaune et Bleu. Il évolua durant 16 saisons en séries nationales. Il disparut en 1999, à la suite d'une fusion avec le SK Lombeek (matricule 6431) pour former le SK Lombeek-Liedekerke (6431).

## Repères historiques
- 1940 : fondation de BLAUWVOET IMPEGEM
- 1941 : 31/10/1941, BLAUWVOET IMPEGEM s'affilie à l'URBSFA, le 22/09/1940 et reçoit le matricule 3007.
- 1947 : BLAUWVOET IMPEGEM (3007) fusionne avec LIEKERK BOYS un autre club de la localité pour former FOOTBALL CLUB IMPEGEM (3007).
- 1950 : 31/05/1950, FOOTBALL CLUB IMPEGEM (3007) change sa dénomination et devient FOOTBALL CLUB LIEDEKERKE (3007).
- 1960 : fondation du SPORTING CLUB LOMBEEK qui s'affilie à l'URBSFA, le 01/12/1960 et reçoit le matricule 6431. Le club adapte son nom en SPORTING KLUB LOMBEEK (6431) quelques années plus tard.
- 1972 : FOOTBALL CLUB LIEDEKERKE accède pour la première fois aux séries nationales. Cette première aventure dure deux saisons.
- 1991 : Reconnu "Société Royale", FOOTBALL CLUB LIEDEKERKE (3007) prend le nom de KONINKLIJKE FOOTBALL CLUB LIEDEKERKE (3007), le 26/11/1991.
- 1999 : 01/07/1999, KONINKLIJKE FOOTBALL CLUB LIEDEKERKE (3007) fusionne avec SPORTING KLUB LOMBEEK (6431)pour former SPORTING KLUB LOMBEEK-LIEDEKERKE (6431). Le matricule 3007 disparaît.

- 2003 : la fusion formant SPORTING KLUB LOMBEEK-LIEDEKERKE (6431) va mal. Les litiges internes sont fréquents. Le matricule 6431 rejoue "officieusement" sous le nom de SPORTING KLUB LOMBEEK.
- 2005 : La fusion formant SPORTING KLUB LOMBEEK-LIEDEKERKE (6431) est consommée. Les partisans de Liedekerke s'en vont et fondent le VOETBAL KLUB LIEDEKERKE qui s'affilie à l'URBSFA, le 22/09/1940 et reçoit le matricule 9467.
- 2006 : 01/07/2006, SPORTING KLUB LOMBEEK qui a toujours l'appellation officielle de SPORTING KLUB LOMBEEK-LIEDEKERKE (6431)-LIEDEKERKE fusionne avec le KONINKLIJKE VOETBAL CLUB SPORTING TERNAT (5368) pour forme le KONINKLIJKE SPORTING KLUB LOMBEEK-TERNAT (5368).

## Le Club
Le club est fondé en 1940 sous l'appellation de Blauwvoet Impegem (Littéralementy "Pied bleu Impegem"). C'est sous cette dénomination, que le club est officiellement affilié auprès de la l'URBSFA, le  31 octobre 1941. Les couleurs du club sont Jaune et Blau. Elles ne changeront pas.
En 1947, le Blauwvoet fusionne avec un autre cercle de la localité: Liekerk Boys pour former FC Impegem. Celui-ci conserve les couleurs Jaune et Bleu et le matricule 3007. On peut supposer que le club de "Liekerk Boys" n'était affilié et n'avait pas de matricule. Car, selon les règles en vigueur à cette époque, un nouveau numéro aurait été généré par la fédération en cas de fusion de deux clubs "URBSFA". L'équipe quitte le terrain près du moulin à vent pour celui des Liekerk Boys près de la vieille Dendre (Oude Dender) dans l'actuelle Poortstraat.
Le 31 mai 1950, le FC Impegem change sa dénomination et devient le FC Liedekerke. Ce changement n'impiqua pas de modification du numéro matricule. En 1950-1951, le club joue en "Tweede Gewestelijke A" (en Français: 2e Régionale A), une division située à ce moment au 4e niveau, juste en dessous des séries nationales. Le FC Liedekerke est relégué en fin d'exercice. 
En 1953, le FC Liedekerke est champion en 3e provinciale (niveau 7). Pour rappel, en 1952, Fédération belge instaure un quatrième niveau national (Promotion) et institue les séries de 1e Provinciale au niveau 5.
En 1956, le club s'installe sur le site du "Heuvelkouter" qui reste son antre jusqu'en 1999. Trois ans plus tard, le matricule 3007 remporte un "test-match" contre Zuun et monte en 1e Provinciale. Il y évolue trois saisons avant de redescendre.
En 1969, le FC Liedekerke retrouve l'élite provinciale du Brabant. Après trois saisons, le club est champion provincial et accède pour la première fois aux séries nationales. Il y reste deux championnat puis est relégué. Liedekerke remonte directement en Promotion et y évolue trois saisons.
En 1982, le FC Liedekerke est vice-champion du Brabant et retrouve la Promotion. Il s'y maintient pendant six saisons. Le club décroche son meilleur classement de tous les temps, en 1984, quand il termine troisième à 6 points du champion, le K. FC Germinal Ekeren, et à deux petites longueurs du K. FC Eeklo.
Deux ans plus tard, le cercle atteint les Huitièmes de finale de la Coupe de Belgique, après avoir éliminé l'Excelsior Mouscron (Promotion), Binche (D3) et le St-Niklase SK (D2).
En 1988, le FC Liedekerke est relégué. Trois ans plus tard, il est reconnu "Société Royale" et devient le K. FC Liedekerke. Il remporte le Tour final du Brabant en 1993 et remonte en Nationale. Il y joue cinq saisons puis doit à nouveau descendre.
À la fin de la saison 1998-1999, un club d'une commune voisine, le SK Lombeek évolue en Promotion, mais est en difficultés financières. Il cherche à s'associer avec un autre club. Après avoir essuyé des refus du Sporting Ternat et du K. FC Wambeek, Lombeek se tourne vers le K. FC Liedekerke. Un accord est conclu et les deux entités fusionnent pour former le SK Lombeek-Liedekerke sous le matricule 6134 de Lombeek. Le matricule 3007 disparaît.

## Fusion loupée et refondation

Logo du VK Liedekerke

La fusion SK Lombeek-Liedekerke n'est pas une réussite. Si le club formé décroche une 5e place lors de sa première saison d'existence, il est renvoyé en 1e Provinciale en 2002. Dès l'année suivante, les litiges s'accumulent entre les dirigeants respectifs des deux anciens clubs. 
En 2005, un nouveau club est fondé à Liedekerke sous la dénomination de VK Liekederke qui reçoit le matricule 9467. Sous ce matricule, le club n'a jamais atteint les séries nationales.

## Saisons en séries nationales
- Statistiques clôturées - Club disparu

### Bilan
| Niv | Divisions    | Jouées | Titres | TM Up | TM Down |
| --- | ------------ | ------ | ------ | ----- | ------- |
| I   | 1e nationale | 0      | 0      |       |         |
| II  | 2e nationale | 0      | 0      |       |         |
| III | 3e nationale | 0      | 0      |       |         |
| IV  | 4e nationale | 16     | 0      |       |         |
|     |              |        |        |       |         |
|     | TOTAUX       | 16     | 0      |       |         |

- TM Up= test-match pour départager des égalités, ou toutes formes de Barrages ou de Tour final pour une montée éventuelle.
- TM Down= test-match pour départager des égalités, ou toutes formes de Barrages ou de Tour final pour le maintien.

### Saisons
| Ordre | Saison  | Nom du club            | Niveau                      | Classement final | Remarques           |
| ----- | ------- | ---------------------- | --------------------------- | ---------------- | ------------------- |
| 1     | 1972-73 | FC Liedekerke          | Promotion série D           | 4e/16            |                     |
| 2     | 1973-74 | FC Liedekerke          | Promotion série D           | 15e/16           | Relégué !           |
|       |         |                        |                             |                  | séries provinciales |
| 3     | 1975-76 | FC Liedekerke          | Promotion série B           | 10e/16           |                     |
| 4     | 1976-77 | FC Liedekerke          | Promotion série A           | 7e/16            |                     |
| 5     | 1977-78 | FC Liedekerke          | Promotion série D           | 15e/16           | Relégué !           |
|       |         |                        |                             |                  | séries provinciales |
| 6     | 1982-83 | FC Liedekerke          | Promotion série A           | 8e/16            |                     |
| 7     | 1983-84 | FC Liedekerke          | Promotion série A           | 3e/16            |                     |
| 8     | 1984-85 | FC Liedekerke          | Promotion série A           | 10e/16           |                     |
| 9     | 1985-86 | FC Liedekerke          | Promotion série C           | 11e/16           |                     |
| 10    | 1986-87 | FC Liedekerke          | Promotion série B           | 8e/16            |                     |
| 11    | 1987-88 | FC Liedekerke          | Promotion série B           | 14e/16           | Relégué !           |
|       |         |                        |                             |                  | séries provinciales |
| 12    | 1993-94 | K. FC Liedekerke       | Promotion série A           | 6e/16            |                     |
| 13    | 1994-95 | K. FC Liedekerke       | Promotion série B           | 10e/16           |                     |
| 14    | 1995-96 | K. FC Liedekerke       | Promotion série B           | 12e/16           |                     |
| 15    | 1996-97 | K. FC Liedekerke       | Promotion série B           | 7e/16            |                     |
| 16    | 1997-98 | K. FC Liedekerke       | Promotion série B           | 15e/16           | Relégué !           |
|       |         |                        |                             |                  | séries provinciales |
|       | 1999    | fusion avec SK Lombeek | le matricule 3007 disparaît |                  |                     |

### Sources et liens externes
- Portail de nostalgiques du K. FC Liederkerke